# L'hereu de Ca'n Pruna
L'hereu de Ca'n Pruna (títol original en castellà: El heredero de casa Pruna) és la primera pel·lícula de persecució del cinema espanyol, del director Segundo de Chomón, duta a terme en la seua etapa espanyola i realitzada en clau còmica. Rodada a Catalunya, és una pel·lícula inacabada, li falten segons, encara que es pot suposar el final. És un film molt ben construït per a l'època en la qual va ser realitzada. Manté l'atenció de l'espectador, va introduint personatges i peripècies, maneja el tòpic de la dona casadora a la recerca de nuvi.

## Argument
La trama gira entorn d'un jove hereu. El noi és un pagès solter i poc espavilat que està cercant esposa. Amb l'ajuda d'algú que li escriu, perquè és un home de camp illetrat, penja un cartell que resa: “El heredero de casa Pruna desea casarse. Le encontraréis en la Masía de Chicha-Chic, de Horta. Llevará en el ojal una rama de laurel”. Açò provocarà una gran revolada entre les joves dones fadrines de la població, la qual cosa desencadenarà una persecució de totes elles després de l'hereu a través de tota la localitat amb la finalitat de donar-li abast.

## Referència fílmica
Hi ha indicis que Chomón va prendre la idea d'una pel·lícula ja realitzada als Estats Units però adaptant-la al context espanyol. El film nord-americà Meet me at the fountain utilitza el mateix relat. D'aquesta pel·lícula nord-americana sí que coneixem el final en el qual el protagonista cau en un riu i només una dona es capbussa per a salvar-lo i amb la qual contraurà matrimoni després de ser rescatat.

## Comentaris
El caràcter còmic de la pel·lícula es dona en primer lloc per la caracterització del personatge com un pallasso, una persona grotesca i tan maldestra com innocent. La comicitat a més està en la carrera de les dones després del seu pretès nuvi. Aquestes dones a més van vestides amb l'aparatosa indumentària de l'època la qual unida al fet de la inusual pràctica de l'esport en l'època donava amb la contraposició i les dificultats que feien riure al públic. Per l'època en què es realitza el film, s'observen les característiques dels modes de representació primitius (M.R.P.) de les pel·lícules de l'època, on el mecanisme de raccord no funcionava encara, no obstant això, sí que es comença a donar certa continuïtat, donant-li un sentit narratiu al muntatge. Quant a l'enquadrament dels plànols, es deixa molt espai, prevalent els plànols generals amb la finalitat de mostrar tot, ja que la càmera era molt complicada de traslladar i no existia encara un dinamisme en els plànols, el rodatge es duia a terme amb llum natural i aprofitant els exteriors naturals amb una gran varietat d'aquests.